# NewJeans
NewJeans (hangul: 뉴진스; rr: Nyujinseu), também conhecido como NJZ (hangul: 엔제이지; rr: enjeiji), é um girl group sul-coreano. O grupo é composto por cinco integrantes: Minji, Hanni, Danielle, Haerin e Hyein. Foi formado pela ADOR, uma subsidiária da Hybe Corporation, e pré-lançou seu single de estreia "Attention" em 22 de julho de 2022. Este precedeu seu extended play epônimo de estreia, lançado em 1 de agosto de 2022. No dia 23 de março de 2025, o grupo fez o seu re-debut oficial como NJZ, após se apresentar como cabeça de cartaz no festival ComplexCon Hong Kong.

## Nome
O nome do grupo, NewJeans, é um duplo sentido. Faz alusão à ideia de que o jeans é um item de moda atemporal e a intenção do grupo é de esculpir uma imagem atemporal para si. O nome também é um jogo de palavras com a frase "novos genes", que em inglês "new genes" tem pronúncia parecida, referindo-se ao grupo que inaugura uma nova geração de música pop.

## História

### 2019–2022: formação e atividades de pré-estreia
Os preparativos para um novo girl group estrear sob a Big Hit Entertainment começaram em 2019 sob a direção de Min Hee-jin, que ingressou na empresa como CMO no mesmo ano e é amplamente reconhecida por sua direção de arte como diretora visual da SM Entertainment. As audições globais ocorreram entre setembro e outubro de 2019, e o elenco do grupo começou no início de 2020. Apelidado de "Girl Group da Min Hee-jin" por vários meios de comunicação, o grupo foi originalmente programado para ser lançado em 2021 como um projeto colaborativo entre Big Hit e Source Music, mas foi posteriormente adiado devido à pandemia de COVID-19. No final de 2021, o projeto mudou para a recém-criada gravadora independente ADOR da Hybe, depois que Min foi nomeada CEO da gravadora. Uma segunda rodada de audições globais foi realizada entre dezembro de 2021 e janeiro de 2022, e a formação do grupo foi finalizada em março de 2022.
Antes de estrear com o NewJeans, vários membros do grupo já atuavam na indústria do entretenimento. Danielle era um membro regular do elenco do Rainbow Kindergarten da tvN, um programa de variedades que foi ao ar em 2011. Hyein estreou como membro do grupo musical infantil Usso Girl em novembro de 2017 sob o nome artístico de U.Jeong, antes de sair do grupo um ano depois. Em dezembro de 2020, ela estreou novamente como membro do grupo musical e coletivo do YouTube Play With Me Club via PocketTV, e se formou no grupo em 3 de maio de 2021. Hanni e Minji fizeram aparições no videoclipe de 2021 "Permission to Dance" de BTS.

### 2022: introdução e estreia

Logo oficial de NewJeans

Em 1 de julho de 2022, ADOR divulgou o lançamento de seu novo girl group postando três vídeos animados dos números "22", "7" e "22" em suas contas de mídia social, alimentando especulações de que o conteúdo seria lançado em 22 de julho. O grupo lançou o videoclipe de seu single de estreia "Attention" em 22 de julho como um lançamento surpresa, sem nenhuma promoção ou informação prévia sobre a formação do grupo. O movimento foi descrito pela Billboard como "arriscado, mas revigorante", creditando seu sucesso a "uma ênfase na música antes de qualquer outra coisa". O vídeo, que acumulou mais de 1,3 milhão de visualizações em menos de 24 horas, foi seguido por um anúncio de seu primeiro extended play autointitulado contendo quatro faixas, incluindo dois singles adicionais. Em 23 de julho, o segundo single do grupo, "Hype Boy", foi lançado ao lado de um clipe de 50 segundos revelando os nomes dos membros, acompanhado por outros quatro videoclipes para a música, específicos para as perspectivas dos membros. Um videoclipe para o lado B "Hurt" foi lançado dois dias depois. As pré-encomendas do EP ultrapassaram 444.000 cópias em três dias.
Em 1 de agosto, o EP autointitulado de estreia do grupo foi lançado digitalmente, junto com seu terceiro single, "Cookie". O grupo fez sua estreia no M Countdown da Mnet em 4 de agosto, apresentando todos os três singles de seu EP. No primeiro dia de seu lançamento físico, New Jeans vendeu 262.815 cópias, quebrando vários recordes de estreia de girl group na Coreia do Sul. NewJeans estabeleceu o recorde de maior número de vendas de um álbum de estreia em sua primeira semana. De acordo com a Hanteo Chart, o grupo obteve mais de 311.000 compras na primeira semana do álbum. Elas ganharam o prêmio de Melhor Novo Artista no Melon Music Awards de 2022.
Em 19 de dezembro, NewJeans lançou um single de pré-lançamento, "Ditto", em apoio ao seu primeiro single álbum, OMG, com lançamento previsto para 2 de janeiro de 2023.

### 2023: OMG, Get Up e parcerias
NewJeans lançou "Ditto" em 19 de dezembro de 2022, como o primeiro single de seu primeiro álbum single, OMG. "Ditto" se tornou a música número um mais antiga no Circle Digital Chart da Coreia do Sul, liderando a parada por treze semanas. Foi a primeira entrada de NewJeans na Billboard Hot 100, chegando ao número 82, [B] e no UK Singles Chart, chegando ao número 95. OMG foi lançado em 2 de janeiro de 2023. Os críticos elogiaram o álbum por seu estilo retrô. Ele estreou como número um no Circle Album Chart, vendendo 700.000 cópias em sua primeira semana de lançamento. Tornou-se o primeiro álbum a vender mais de um milhão de cópias, pouco antes de New Jeans também atingir um milhão de cópias vendidas. OMG foi acompanhado por um segundo single de mesmo nome, que se tornou viral no TikTok. "OMG" alcançou a posição 74 na Billboard Hot 100, tornando-se a música mais bem classificada na parada.
Em abril de 2023, a NewJeans lançou "Zero" em colaboração com a Coca-Cola para promover a Coca-Cola Zero Sugar . Em maio de 2023, eles lançaram um segundo single, "Be Who You Are (Real Magic)", em colaboração com a Coca-Cola ao lado de Jon Batiste, J.I.D e Camilo . A NewJeans realizou seu primeiro fanmeeting com ingressos esgotados, intitulado Bunnies Camp, no SK Olympic Handball Gymnasium de 1 a 2 de julho de 2023 . O grupo lançou seu segundo EP, Get Up, em 21 de julho de 2023. O EP estreou em segundo lugar no Circle Album Chart e vendeu 1,65 milhão de cópias em sua primeira semana de lançamento, tornando-se o terceiro álbum consecutivo do grupo. álbum para vender mais de um milhão de cópias. Foi apoiado por três singles: "Super Shy", "ETA" e "Cool with You". "Super Shy" liderou o Circle Digital Chart, dando a NewJeans seu terceiro single número um na Coreia do Sul, e se tornou a faixa de melhor desempenho em várias paradas internacionais. O sucesso comercial da faixa levou NewJeans a alcançar seu primeiro número um na parada de artistas emergentes da Billboard. Todas as faixas receberam videoclipes, que apresentaram colaborações com várias marcas e personalidades, incluindo a empresa de TI Apple no videoclipe de "ETA(gravado totalmente com um Iphone 14 Pro) , a franquia de mídia The Powerpuff Girls, a atriz sul-coreana Hoyeon e o ator de Hong Kong Tony Leung estrelaram o videoclipe da faixa "Cool With You" . O grupo também se apresentou no festival Lollapalooza em 3 de agosto, como sua primeira apresentação nos Estados Unidos . Elas também estão programadas para se apresentar no Summer Sonic Festival no mesmo mês. NewJeans lançou um remake de "Beautiful Restriction" de Kim Jong-seo para a trilha sonora do drama A Time Called You em 1º de setembro de 2023.
Em 26 de setembro de 2023, a desenvolvedora de League of Legends, Riot Games, anunciou que NewJeans cantaria "Gods", o hino do Campeonato Mundial de League of Legends de 2023, que foi realizado na Coreia do Sul de 10 de outubro a 19 de novembro.
Em 25 de dezembro de 2023, NewJeans encerrou o ano se apresentando na Inspire Arena, em Incheon, terra natal da integrante mais nova do grupo, Hyein.

### 2024–2025: fim do contrato com a ADOR e reestreia
Em 28 de novembro de 2024, NewJeans anunciou o fim do contrato com a ADOR, devido a alegações de bullying e assédio.
Em 7 de fevereiro de 2025, NewJeans anunciou sua reestreia como NJZ no festival ComplexCon em Hong Kong no dia 21 de março.
No dia 21 de março de 2025, NewJeans perdeu a ação contra a ADOR. O grupo anunciou hiato por tempo indeterminado.

## Integrantes
- Minji (hangul: 민지) nascida Kim Minji (김민지) em 7 de maio de 2004 (21 anos) – líder.[61] Ela nasceu em Chuncheon, Gangwon, Coreia do Sul.
- Hanni (hangul: 하니) nascida Hanni Pham em 6 de outubro de 2004 (20 anos) – vocalista, dançarina.[62] Ela nasceu em Melbourne, Victoria, Austrália.
- Danielle (hangul: 다니엘) nascida Danielle Marsh em 11 de abril de 2005 (20 anos) – vocalista, dançarina.[62] Ela nasceu em Munsan, Paju, Gyeonggi-do, Coreia do Sul.
- Haerin (hangul: 해린) nascida Kang Haerin (강해린) em 15 de maio de 2006 (19 anos) – vocalista.[62] Ela nasceu em Pyeongchon, Dongan-gu, Anyang, Gyeonggi-do, Coreia do Sul.
- Hyein (hangul: 혜인) nascida Lee Hyein (이혜인) em 21 de abril de 2008 (17 anos) – vocalista, maknae[62] Ela nasceu em Incheon, Coreia do Sul.

## Discografia
Extended plays
- New Jeans (2022)
- Get Up (2023)

## Filmografia

### Televisão
- New Jeans Code in Busan (2022)[63]

## Prêmios e indicações
| Cerimônia de premiação    | Ano  | Categoria                                     | Nomeado / Trabalho | Resultado | Ref.   |
| ------------------------- | ---- | --------------------------------------------- | ------------------ | --------- | ------ |
| Asia Artist Awards        | 2022 | Performance do Ano (Daesang)                  | NewJeans           | Venceu    | [ 64 ] |
| Asia Artist Awards        | 2022 | Revelação do Ano – Música                     | NewJeans           | Venceu    | [ 64 ] |
| Asia Artist Awards        | 2022 | Prêmio DCM de Popularidade – Artista Feminino | NewJeans           | Indicado  | [ 65 ] |
| Asia Artist Awards        | 2022 | Prêmio Idolplus de Popularidade – Música      | NewJeans           | Indicado  | [ 66 ] |
| Asian Pop Music Awards    | 2022 | Melhor Novo Artista (Exterior)                | NewJeans           | Pendente  | [ 67 ] |
| Circle Chart Music Awards | 2023 | Canção do Ano – Agosto                        | "Attention"        | Pendente  | [ 68 ] |
| Circle Chart Music Awards | 2023 | Canção do Ano – Agosto                        | "Hype Boy"         | Pendente  | [ 68 ] |
| Genie Music Awards        | 2022 | Prêmio de Melhor Revelação Feminino           | NewJeans           | Indicado  | [ 69 ] |
| Golden Disc Awards        | 2023 | Canção Digital Bonsang                        | "Attention"        | Pendente  | [ 70 ] |
| Golden Disc Awards        | 2023 | Artista Revelação do Ano                      | NewJeans           | Pendente  | [ 71 ] |
| MAMA Awards               | 2022 | Artista do Ano                                | NewJeans           | Indicado  | [ 72 ] |
| MAMA Awards               | 2022 | Melhor Performance de Dança – Grupo Feminino  | "Attention"        | Indicado  | [ 72 ] |
| MAMA Awards               | 2022 | Melhor Novo Artista Feminino                  | NewJeans           | Indicado  | [ 72 ] |
| MAMA Awards               | 2022 | Canção do Ano                                 | "Attention"        | Indicado  | [ 72 ] |
| MAMA Awards               | 2022 | Top 10 da Escolha dos Fãs em Todo o Mundo     | NewJeans           | Indicado  | [ 72 ] |
| Melon Music Awards        | 2022 | Melhor Novo Artista                           | NewJeans           | Venceu    |        |
| Melon Music Awards        | 2022 | Top 10 Artista                                | NewJeans           | Venceu    |        |
| Melon Music Awards        | 2022 | Álbum do Ano                                  | New Jeans          | Indicado  | [ 73 ] |
| Melon Music Awards        | 2022 | Artista do Ano                                | NewJeans           | Indicado  | [ 73 ] |
| Melon Music Awards        | 2022 | Melhor Grupo Feminino                         | NewJeans           | Indicado  | [ 73 ] |
| Melon Music Awards        | 2022 | Prêmio Netizen de Popularidade                | NewJeans           | Indicado  | [ 73 ] |
| The Fact Music Awards     | 2022 | Prêmio Próximo Líder                          | NewJeans           | Venceu    | [ 74 ] |
| The Fact Music Awards     | 2022 | Prêmio Escolha Fan N Star (Artista)           | NewJeans           | Indicado  | [ 75 ] |
| The Fact Music Awards     | 2022 | Prêmio Quatro Estrelas                        | NewJeans           | Indicado  | [ 76 ] |
| The Fact Music Awards     | 2022 | Prêmio Idolplus de Popularidade               | NewJeans           | Indicado  | [ 77 ] |